# Quernmore
Koordinaten: 54° 2′ N, 2° 44′ W

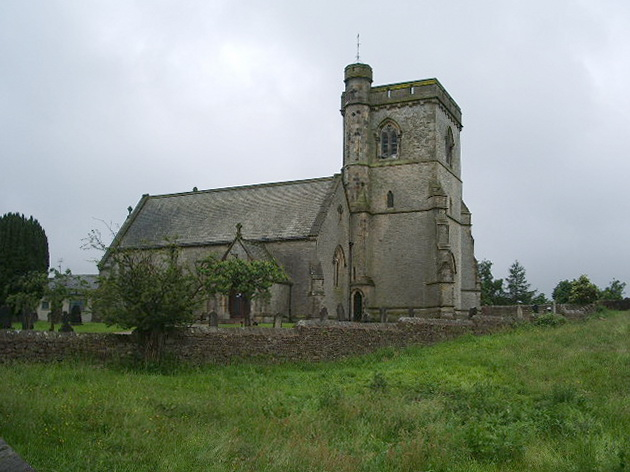
Pfarrkirche St Peter, Quernnmore

Quernmore ist ein Ort und eine civil parish in Lancashire, England. Die civil parish, die knapp 5 km  östlich von Lancaster liegt hat 521 Einwohner (2001). Quernmore liegt außerhalb des historischen Forest of Bowland aber innerhalb der Area of Outstanding Natural Beauty des Forest of Bowland.
Im 18. Jh. und 1970 wurden römische Töpferöfen und Tonscherben im Bereich von Quernmore gefunden, was auf eine römische Besiedlung hinweist.
Am Westhang des Clougha Pike, der im Osten des Ortes liegt, wurden Mühlsteine für Handdrehmühlen (auch Quern genannt) in einem auch heute noch sichtbaren Steinbruch abgebaut.
Der River Conder fließt durch Quernmore und es gibt noch zwei Wassermühlen in diesem Bereich.
Nördlich des Ortes Quernmore liegt isoliert die Pfarrkirche St Peter. Die Kirche wurde 1860 von dem Architekten Edward Graham Paley im Auftrag von William Garnett, dem Besitzer von Quernmore Park Hall erbaut. Die Kirche ist heute ein Baudenkmal und wird von English Heritage als Grade-II-listed Building geführt.